# Supercopa de Europa de baloncesto
La Supercopa de Europa de Baloncesto en su modalidad masculina, fue una competición europea organizada por la FIBA, que se disputó en la década de los 80 del siglo XX, y que enfrentaba, a doble partido, al campeón de la Copa de Europa de Baloncesto y al campeón de la Recopa de Europa de Baloncesto. Hay que buscar sus precedentes en una competición europea de baloncesto organizada por la ACEB (Asociación de Clubes Españoles de Baloncesto, actualmente con las siglas ACB), donde se enfrentaban los mejores equipos y campeones continentales del momento.
La competición europea de clubes, cuyo Torneo oficial estaba organizado por la ACEB, actual ACB, (y que fue precursora de la Supercopa de Europa, que tampoco tendría futuro), se fue con los años redefiniendo y desdibujándose a medida que se convertía en el Torneo de verano oficial de la ACEB (Torneo Internacional de Clubes ACB, "Memorial Héctor Quiroga"), hasta que con los años se fue apagando hasta desaparecer, sin que la Supercopa de Europa tampoco se volviera a disputar.
Aquella competición internacional de clubes de la ACEB, posteriormente disputada en Puerto Real, fue el Torneo que enfrentaba a los mejores equipos continentales (a modo de Supercopa europea del momento), y uno de los torneos más prestigiosos, en una época en la que el baloncesto iba creciendo y cambiando, por lo que la recién nacida Supercopa europea, tampoco tendría futuro. Sin embargo, en la actualidad sí existe una Supercopa de Europa femenina de la FIBA.
Si algún día se retomase la Supercopa de Europa, con una nueva edición, habría que tener en cuenta todos estos precedentes a modo de introducción.

## Supercopa de Europa de Baloncesto FIBA
En la temporada 1986/87 se retomó esta iniciativa de Torneo Europeo organizando una Supercopa de Europa de Baloncesto propiamente dicha, entre el campeón de la Recopa de Europa de Baloncesto, y el campeón de la Copa de Europa de Baloncesto. Siendo conquistada por el F.C. Barcelona (campeón de la Recopa de Europa de Baloncesto), al vencer a doble partido al Campeón de la Copa de Europa de Baloncesto, la Cibona de Zagreb. El partido de ida tuvo lugar el Zagreb el 7 de octubre de 1986 y el partido de vuelta el 29 de octubre de 1986 en Barcelona.
En la segunda edición de la Supercopa de Europa de Baloncesto, que enfrentaba a la KK Split -Jugoplastika Split-, campeón de la Copa de Europa de Baloncesto, y el Real Madrid C. F., campeón de la Recopa de Europa de Baloncesto, que se debía jugar los días 26 de septiembre y 3 de octubre de 1989, fue finalmente suspendido y no organizado por la no comparecencia a última hora de la KK Split, alegando el equipo yugoslavo no estar dispuesto a realizar un esfuerzo económico para el viaje (a pesar de realizarlo un mes antes para disputar el Torneo Internacional ACEB), por una competición todavía joven, de manera que el Real Madrid (que sí estaba dispuesto a jugar) se proclamaría campeón por la no comparecencia finalmenten del rival, aunque el torneo fue suspendido y no contabilizado en competiciones FIBA, y al Real Madrid nunca se le entregó el trofeo.
A día de hoy, ni la Supercopa de Europa ganada por el F. C. Barcelona en la primera edición de 1986 y la que debería haber ganado el Real Madrid por no comparecencia del rival, en la segunda edición de 1989, ninguna de las dos figura en la web de la FIBA.
SUPERCOPA DE EUROPA
| Año              | Campeón                         | Subcampeón                        | Ida              | Vuelta            | Resultado / Notas                                                                                         |  |
| ---------------- | ------------------------------- | --------------------------------- | ---------------- | ----------------- | --- |  |
| 1986/87 Detalles | F.C. Barcelona (campeón Recopa) | Cibona (campeón Copa de Europa)   | 101-102 (Zagreb) | 99-87 (Barcelona) | En la ida gana la Cibona, en la vuelta el Barcelona. Total 200-189                                        |  |
| 1989/90 Detalles | Real Madrid (campeón Recopa)    | KK Split (campeón Copa de Europa) | -                | -                 | No disputado por no comparecencia de la KK Split, siendo la última edición de la Supercopa de Europa FIBA |  |

Lamentablemente debido a problemas de organización y de fechas para siguientes ediciones de este joven experimento FIBA, no hubo un acuerdo definitivo en la edición de 1990, de manera que la anterior, sería la última edición de dicha competición europea de baloncesto, ya que en la actualidad, no existe ninguna competición que enfrente al campeón de la Euroliga y al campeón de la Eurocup de la ULEB. De la misma forma que en la actualidad tampoco existe el Mundial de Clubes de Baloncesto, tan solo pervivió el Open McDonald's algunos años (hasta desparecer también), como auténtico campeonato internacional (a medida que el Torneo de Puerto Real se iba apagando), comenzando en su edición de 1987 en Milwaukee, y en la segunda edición celebrada en Madrid sirvió para homenajear a Raimundo Saporta (I Memorial-Raimundo Saporta), por ser uno de los máximos impulsores de las competiciones internacionales entre clubes. El Torneo Internacional de Navidad pervivió hasta 2004, aunque se celebró una edición en verano de 2006 denominada Trofeo Raimundo Saporta, en honor al mítico dirigente.
La Supercopa de Europa de Baloncesto fue una extinta competición de clubes de baloncesto, a modo de experimento, que finalmente no dio los frutos esperados, en las que se organizaron dos ediciones, disputándose tan solo una, ya que la segunda no compareció el rival, dejando de organizar este evento que hasta la fecha no ha tenido ninguna otra iniciativa por el citado organismo, ni se ha vuelto a pronunciar al respecto sobre esta competición, ni le ha dado la importancia que debió tener en su momento. En cambio en la actualidad, si existe una modalidad de Supercopa de Europa femenina, siendo una de las competiciones más importantes del panorama baloncestístico femenino.